# Réaction alpha

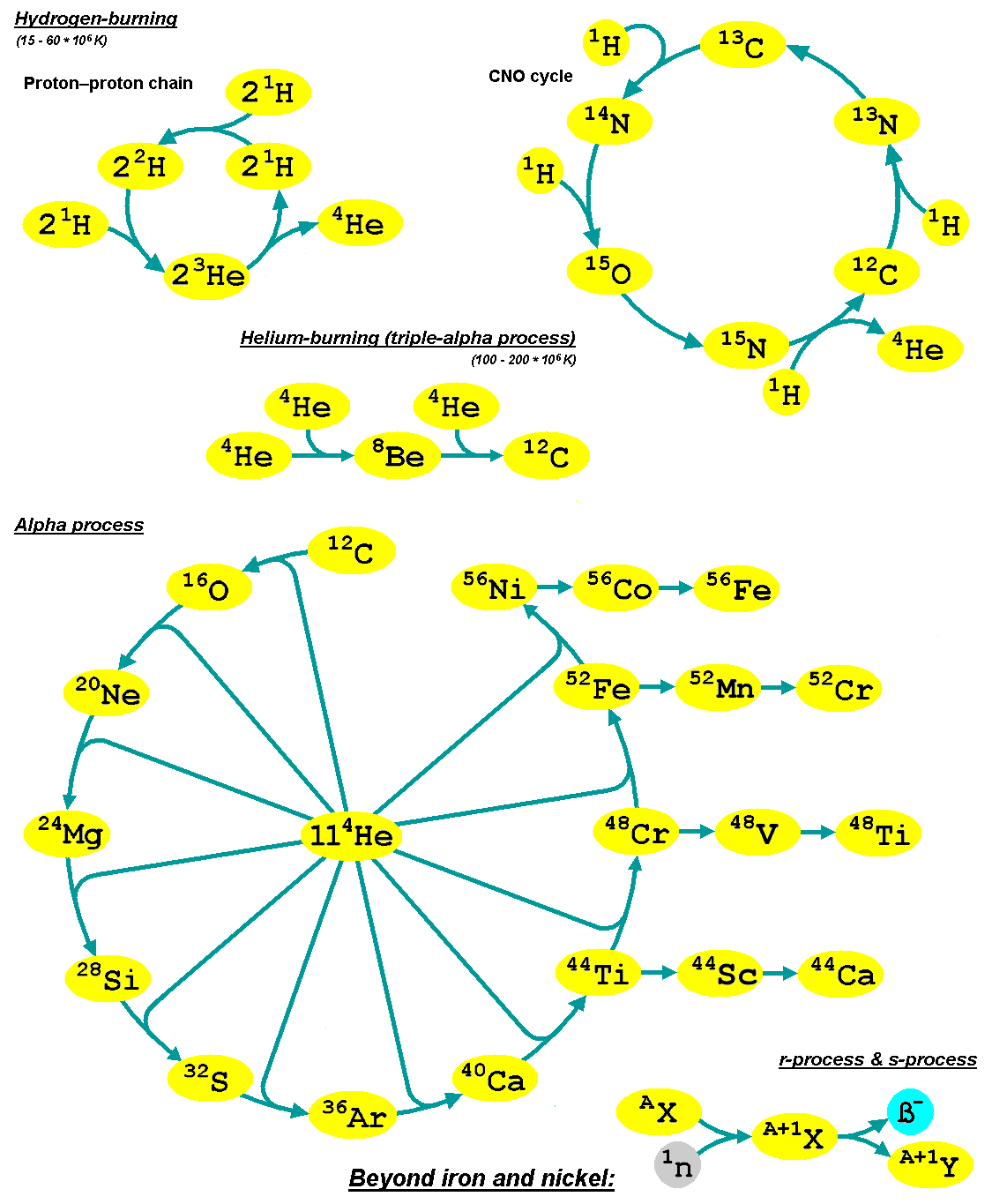
Nucléosynthèse des éléments par réactions α à l'issue de la réaction triple α.

En astrophysique, les réactions α sont, avec les réactions triple α, l'un des deux types de réactions de fusion nucléaire par lesquelles les étoiles convertissent l'hélium en éléments chimiques plus lourds. À la différence des réactions triple α, qui convertissent l'hélium en carbone, les réactions α convertissent le carbone en magnésium par fusions successives de trois particules α :
12
6C (α, γ) 16
8O (α, γ) 20
10Ne (α, γ) 24
12Mg.
Toutes ces réactions synthétisent les différents nucléides α jusqu'au 56
28Ni. Leur cinétique très lente ne contribue que faiblement à la production de l'énergie des étoiles. Avec les éléments plus lourds que le néon, dont le numéro atomique est égal à 10, ces réactions sont rendues encore plus difficiles par la barrière coulombienne, qui devient de moins en moins franchissable.
| 12 6C   | + 4 2He | ⟶ 16 8O   | + 7,16 MeV |
| 16 8O   | + 4 2He | ⟶ 20 10Ne | + 4,73 MeV |
| 20 10Ne | + 4 2He | ⟶ 24 12Mg | + 9,32 MeV |
| 24 12Mg | + 4 2He | ⟶ 28 14Si | + 9,98 MeV |
| 28 14Si | + 4 2He | ⟶ 32 16S  | + 6,95 MeV |
| 32 16S  | + 4 2He | ⟶ 36 18Ar | + 6,64 MeV |
| 36 18Ar | + 4 2He | ⟶ 40 20Ca | + 7,04 MeV |
| 40 20Ca | + 4 2He | ⟶ 44 22Ti | + 5,13 MeV |
| 44 22Ti | + 4 2He | ⟶ 48 24Cr | + 7,70 MeV |
| 48 24Cr | + 4 2He | ⟶ 52 26Fe | + 7,94 MeV |
| 52 26Fe | + 4 2He | ⟶ 56 28Ni | + 8,00 MeV |
Dans le cœur des étoiles massives en fin de vie, les particules α nécessaires pour ces réactions α sont produites par les réactions inverses, par exemple la photodésintégration des noyaux présents dans le cœur. Le 56
28Ni est l'élément α dont l'énergie de liaison nucléaire par nucléon est la plus élevée : la  production des particules α avec les noyaux présents dans le cœur de l'étoile requiert plus d'énergie que la synthèse d'éléments α plus lourds que le 56
28Ni. 
Quand le cœur d'une étoile est entièrement converti en 56
28Ni, il ne peut plus produire d'énergie par réactions α. Ce cœur s'effondre, les couches supérieures de l'étoile s'effondrent également sur le cœur, qui se comprime et s'échauffe. Les matériaux présents dans ces couches peuvent alors donner lieu à d'autres réactions nucléaires. Le cœur subit une neutronisation (absorption des électrons par les protons) et irradie l'essentiel de l'énergie gravitationnelle, transmise au noyau lors de l'effondrement, sous forme d'antineutrinos qui soufflent les couches externes ; l'étoile explose alors en supernova.
Les éléments des réactions α, ou éléments α, sont appelés ainsi parce que leur isotope le plus abondant est constitué d'un noyau correspondant à un nombre entier de particules α : ce sont l'oxygène (O), le néon (Ne), le magnésium (Mg), le silicium (Si), le soufre (S), l'argon (Ar), le calcium (Ca) et le titane (Ti) ; qui sont formés par captures α lors de la fusion du silicium des étoiles de plus de huit masses solaires précédant l'explosion en supernova de type II.
D'une manière générale, les supernovas de type II produisent les éléments α ; tandis que les supernovas de type Ia synthétisent les éléments du pic du fer : vanadium, chrome, manganèse, fer, cobalt et nickel.